# Byhedsjön
Byhedsjön är en sjö i Hudiksvalls kommun i Hälsingland och ingår i Nianån-Norralaåns kustområde. Sjön är 5,5 meter djup, har en yta på 0,225 kvadratkilometer och är belägen 12 meter över havet.

## Delavrinningsområde
Byhedsjön ingår i det delavrinningsområde (681303-157143) som SMHI kallar för Rinner mot Skärsåfjärden sek namn. Medelhöjden är 13 meter över havet och ytan är 2,08 kvadratkilometer. Det finns inga avrinningsområden uppströms utan avrinningsområdet är högsta punkten. Avrinningsområdets utflöde mynnar i havet, utan att ha någon enskild mynningsplats. Avrinningsområdet består mestadels av skog (66 procent). Avrinningsområdet har 0,23 kvadratkilometer vattenytor vilket ger det en sjöprocent på 11 procent. Bebyggelsen i området täcker en yta av 0,45 kvadratkilometer eller 22 procent av avrinningsområdet.